# Hexylzimtaldehyd
Hexylzimtaldehyd, auch Hexylcinnamal oder Hexylcinnamaldehyd, dient als Aromastoff in der Parfüm- und Kosmetikindustrie. Die Substanz steht im Verdacht, Allergien auszulösen.

## Vorkommen

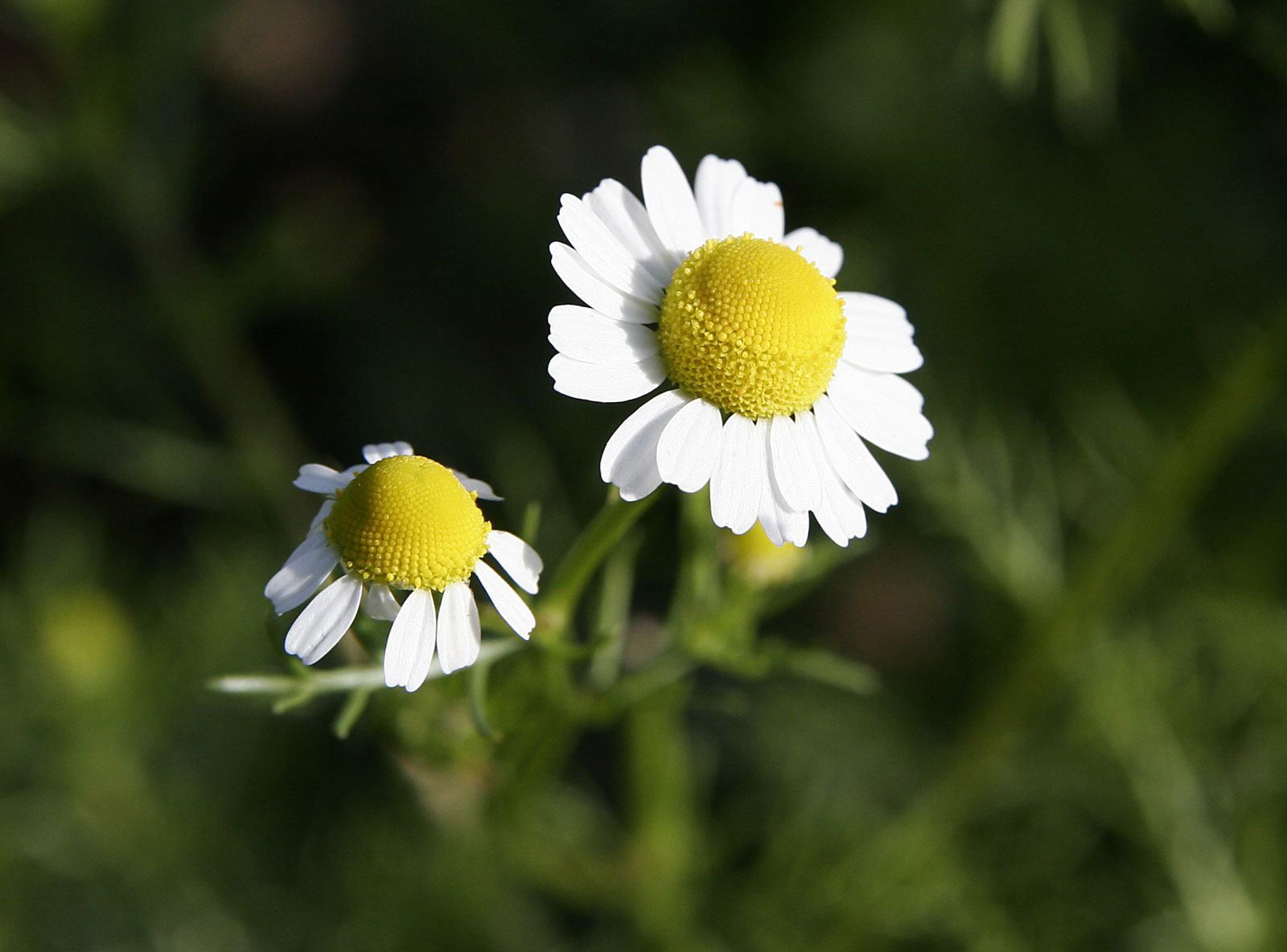
Blütenkörbchen der Echten Kamille

Natürliche Vorkommen gibt es unter anderem in den ätherischen Ölen der Kamille.

## Eigenschaften
Es ist eine hellgelbe bis gelbe, klare Flüssigkeit, welche in Wasser unlöslich, aber löslich in Ölen ist.